# The Jewel of the Nile
The Jewel of the Nile is een Amerikaanse avonturenfilm uit 1985 onder regie van Lewis Teague. De film is een vervolg op Romancing the Stone met nogmaals Michael Douglas, Kathleen Turner en Danny DeVito in de hoofdrollen.
De soundtrack omvatte de hit When the Going Gets Tough, the Tough Get Going van Billy Ocean. Douglas, Turner en DeVito traden op in de videoclip van deze single.

## Verhaal
Jack en Joan, die elkaar in een vorig avontuur hebben leren kennen (zie Romancing the Stone), reizen op een zeiljacht langs de Middellandse Zee. Jack geniet van het leven maar Joan worstelt als schrijfster met writers block. De twee blijken uit elkaar gegroeid te zijn. Tijdens een signeersessie ontmoet Joan sjeik Omar die aan het hoofd staat van een niet nader vermeld land ergens stroomopwaarts langs de Nijl. Hij nodigt haar uit om met hem mee te reizen zodat ze een boek kan schrijven over zijn leven. Plots wordt een mislukte aanslag gepleegd op de sjeik. Hij en Joan kunnen vluchten en reizen af naar Afrika.
Jack voelt zich nu verlaten. In de haven wordt hij bedreigd door Ralph die zich verraden voelt vanwege hun voorgaande gezamenlijke avontuur. Ze worden aangesproken door een zekere Tarak, de man die de aanslag op Omar had gepleegd. Tarak meldt dat Omar in het bezit is van "the jewel of the Nile" en smeekt hen om mee te gaan en hem te helpen dit "juweel" te vinden waarbij er ook een kans is om Joan te redden. Opeens wordt de boot van Jack opgeblazen, dat moet het werk van Omar zijn en Jack besluit Joan achterna te reizen.
Aangekomen in het paleis van Omar wordt Joan snel duidelijk dat hij een tiran en dictator is. Haar verhaal zal daardoor niet meer dan propaganda worden met enkel leugens ten voordele van Omar. De bevolking blijkt boos te zijn over een verdwenen juweel. Ook ontdekt ze dat Omar oorlogsplannen heeft.
Jack en Ralph zijn geland op een vliegveld in the middle of nowhere en worden op sleeptouw genomen door Tarak en zijn kompanen. Joan ontdekt intussen dat Omar een man gevangen houdt die zich Al-Julhara noemt. Hij blijkt het juweel te zijn en een spiritueel leider. Samen proberen ze te ontsnappen. Jack en Ralph zijn ook in de stad aangekomen. Jack, Joan en Al-Julhara vluchten naar een legerbasis, stelen een straaljager en rijden ermee dwars door de straten naar de woestijn, achterna gezeten door de soldaten van Omar.
In de bergen weten ze de soldaten af te schudden maar hier doet zich een nieuw probleem voor. De drie worden verwelkomd door een stam en wanneer het stamhoofd met Joan wil trouwen moet Jack met de zoon van het stamhoofd vechten. Dit gevecht loopt goed af voor Jack en hierna zijn de twee weer verliefd op elkaar. Joan vertelt aan Jack dat het juweel in werkelijkheid Al-Julhara is waarmee ze op de vlucht zijn.
De drie stappen op een trein maar hier worden ze gevangen genomen door Omar die ook aan boord is. Tarak en zijn mannen zien Al-Julhara op het dak van de trein en zetten de achtervolging in. In de stad worden Jack en Joan in een kerker boven een put opgehangen aan touwen die langzaam verscheuren met de bedoeling om ze te pletter te laten vallen. Intussen is Omar het middelpunt van een grote propagandashow om de bevolking te imponeren.
Ralph dringt door in de kerker en weigert de twee pas te bevrijden als ze beloven dat hij het juweel krijgt. Al-Julhara vertelt aan Ralph dat hij het juweel is. Ze weten vervolgens de show van Omar te saboteren en Al-Julhara loopt over het podium door de vlammen waarna zijn volgelingen hem toejuichen. Omar valt in de vlammen.
Joan heeft nu een verhaal om een nieuw boek te schrijven. Later worden de twee getrouwd door Al-Julhara en zeilen over de Nijl naar huis.

## Rolverdeling
| Acteur               | Personage      |
| -------------------- | -------------- |
| Michael Douglas      | Jack T. Colton |
| Kathleen Turner      | Joan Wilder    |
| Danny DeVito         | Ralph          |
| Spiros Focás         | Omar           |
| Avner Eisenberg      | Al-Julhara     |
| Paul David Magid     | Tarak          |
| Howard Jay Patterson | Barak          |
| Randall Edwin Nelson | Karak          |
| Samuel Ross Williams | Arak           |
| Timothy Daniel Furst | Sarak          |

## Opnamen

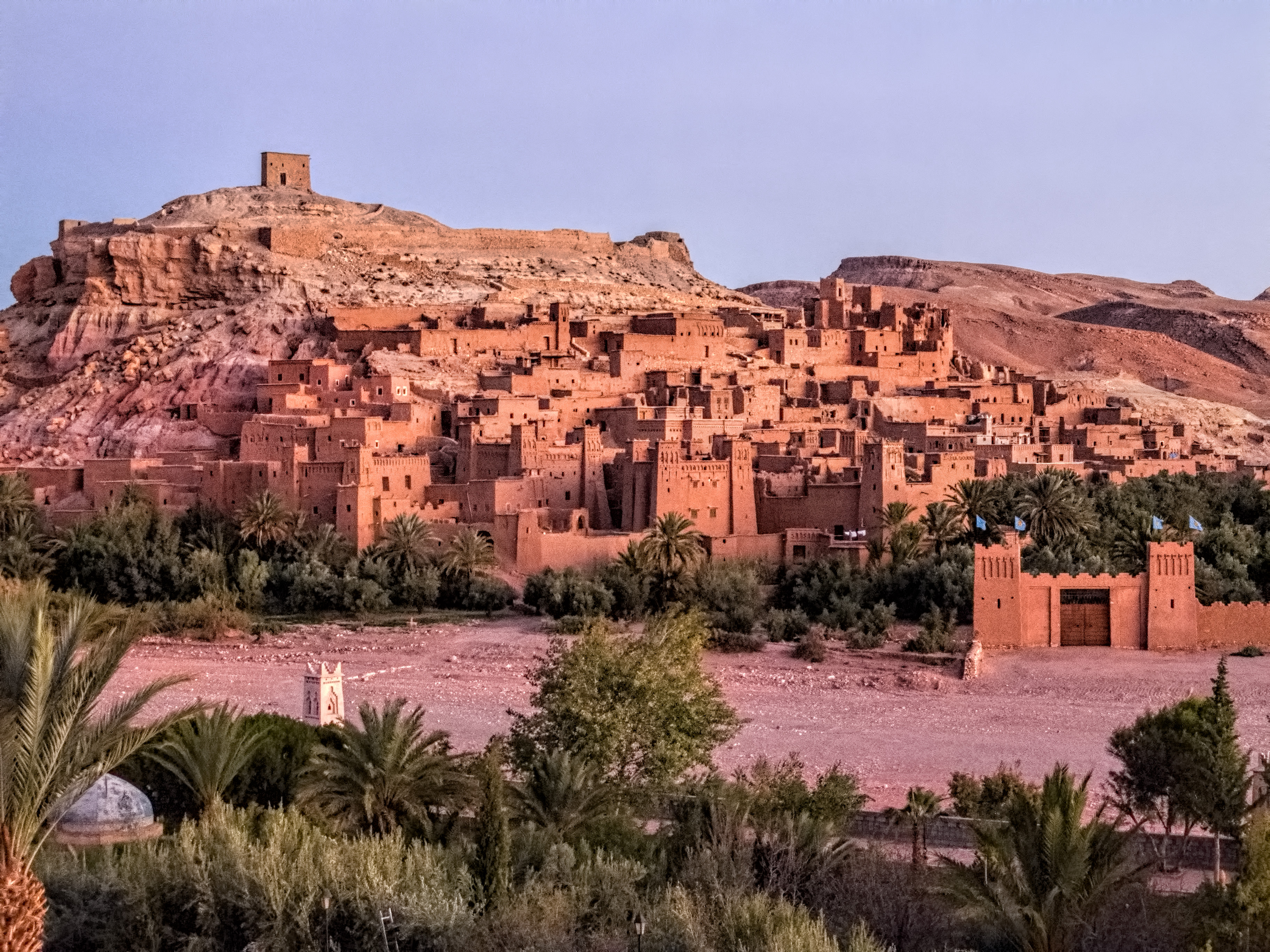
Aït-Ben-Haddou met rechts op de voorgrond de poort die speciaal voor de film werd gebouwd.

De opnamen vonden voor een groot deel plaats in Marokko, in de steden Meknes en Ouarzazate en in de ruïnestad Aït-Ben-Haddou waar zelfs speciaal voor de film een extra stukje stadsmuur met poort werd gebouwd.
De Europese scènes werden opgenomen in Villefranche-sur-Mer aan de Franse Côte d'Azur en het Palais des Festivals et des Congrès in Cannes. Buitenscènes werden geschoten in Marokko en in het Zion National Park in Utah.
In de hele film is de Nijl niet te zien, behalve bij de aftiteling waarbij een zeilschip op de Nijl getoond wordt.